# Juan Irurieta
Juan Carlos Irurieta es un exfutbolista argentino. Se desempeñaba como delantero, y su primer equipo fue Estudiantes de La Plata.

## Trayectoria

### Clubes

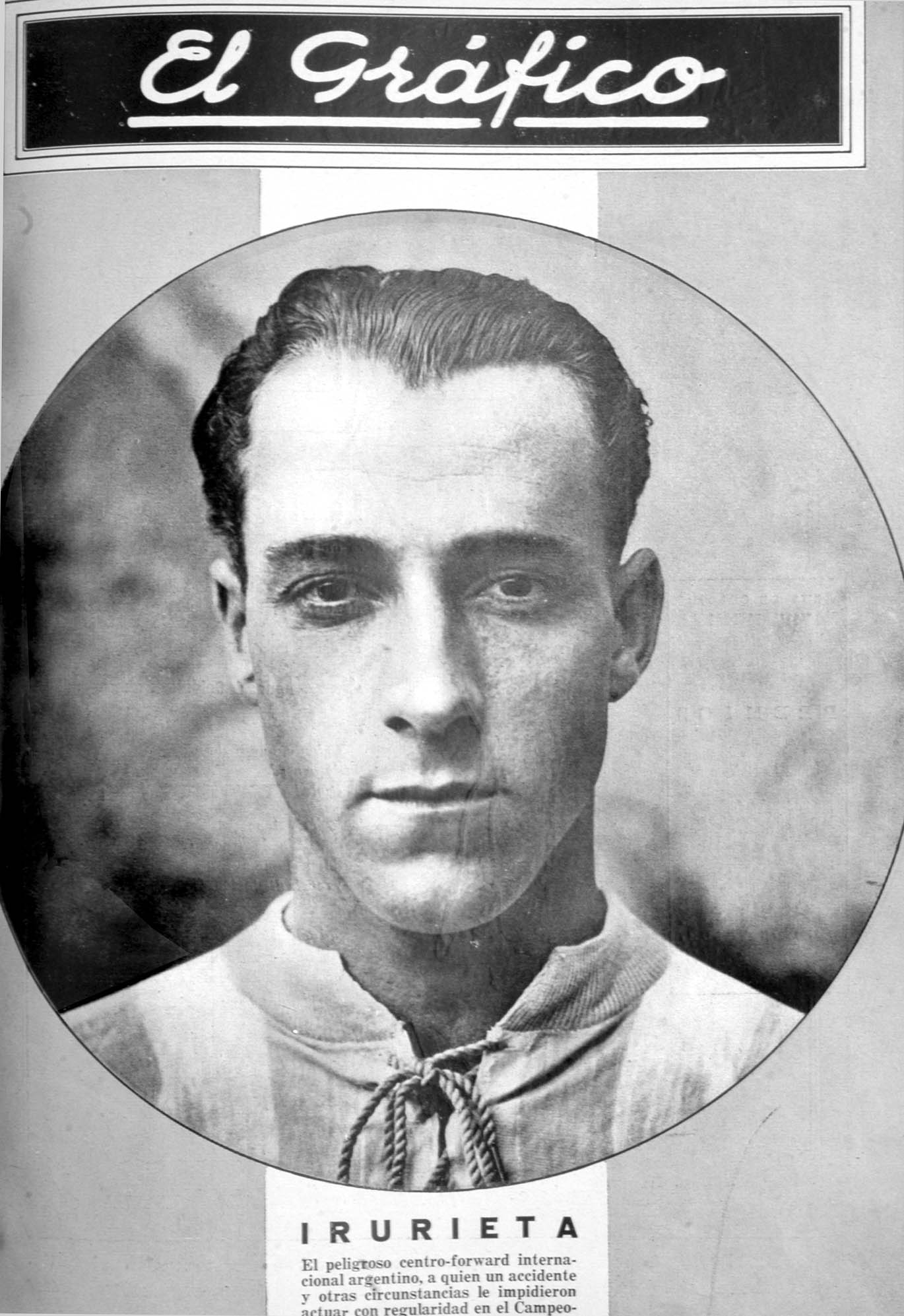
Irurieta en 1925.

Su primer equipo fue Estudiantes de La Plata jugando para este equipo obtuvo la participación en la Selección de fútbol de Argentina. En 1925 tuvo un leve paso por Argentino de Quilmes. En 1926 pasó a River Plate, debutó con la nueva camiseta el de 4 de abril de 1926, el día de la primera fecha del Campeonato de Primera División 1926 de la AAmF, contra Atlanta, el 25 de abril para la segunda fecha marcó dos goles contra Argentino del Sud. Resultó ser el máximo goleador del club con 14 goles en 22 partidos jugados. Se transfirió a Estudiantes de La Plata, en vista al Campeonato de Primera División de 1927, hizo su debut en esta competición el 10 de abril frente a Independiente, anotando un gol en el minuto 55. Después de tres fechas y de convertir dos goles regresó a River Plate para el 22 de mayo jugar contra Sportivo Barracas Bolívar, luego fue reintegrado al primer equipo de Estudiantes de La Plata, donde terminó el Campeonato. Fue parte del primer equipo de Estudiantes de La Plata, incluso durante 1928, fue elegido como uno de los mejores marcadores del campeonato porque metió 26 goles en 33 partidos jugados, fue fundamental en su equipo, por delante de Alejandro Scopelli con 25 goles. Volvió a River Plate para jugar la Copa Estímulo de 1929 donde anotó 3 goles en 9 partidos jugados. En 1931 pasó a la Segunda División para jugar en All Boys, con el blanquinegro jugó 20 partidos, anotando al menos 12 goles y contribuyendo a la promoción a la máxima categoría mediante un triangular para el ascenso. En la siguiente temporada, jugó en la primera división amateur, fue el máximo goleador del campeonato con 23 goles.

### Selección nacional
El 22 de julio de 1923 Irurieta debutó en la Selección de fútbol de Argentina en Montevideo ante Uruguay, en el que ganó el Gran Premio de Honor Uruguayo. El 16 de noviembre de 1924 jugó la Copa Confraternidad Río de la Plata frente a Uruguay. En 1925 fue convocado al Campeonato Sudamericano 1925, donde jugó 2 partidos, ambos contra Paraguay, en el segundo partido correspondiente al 20 de diciembre marcó un gol en el minuto 63. En mayo de 1932 regresó a la Selección de fútbol de Argentina, en dos amistosos frente a Uruguay.

## Clubes
| Club                    | País      | Año       |
| ----------------------- | --------- | --------- |
| Estudiantes de La Plata | Argentina | 1922-1925 |
| Argentino de Quilmes    | Argentina | 1925      |
| River Plate             | Argentina | 1926      |
| Estudiantes de La Plata | Argentina | 1927-1929 |
| River Plate             | Argentina | 1929      |
| All Boys                | Argentina | 1932-1933 |

## Distinciones individuales
| Distinción                                                  | Año  |
| ----------------------------------------------------------- | ---- |
| Máximo goleador de Primera División de Argentina (23 goles) | 1932 |